# Betty (słoń)
Betty (ros. Бетти; ur. 1891; zm. 8 września 1941 w Leningradzie) – samica słonia indyjskiego, maskotka leningradzkiego zoo, które zamieszkiwała w latach 1911-1941.

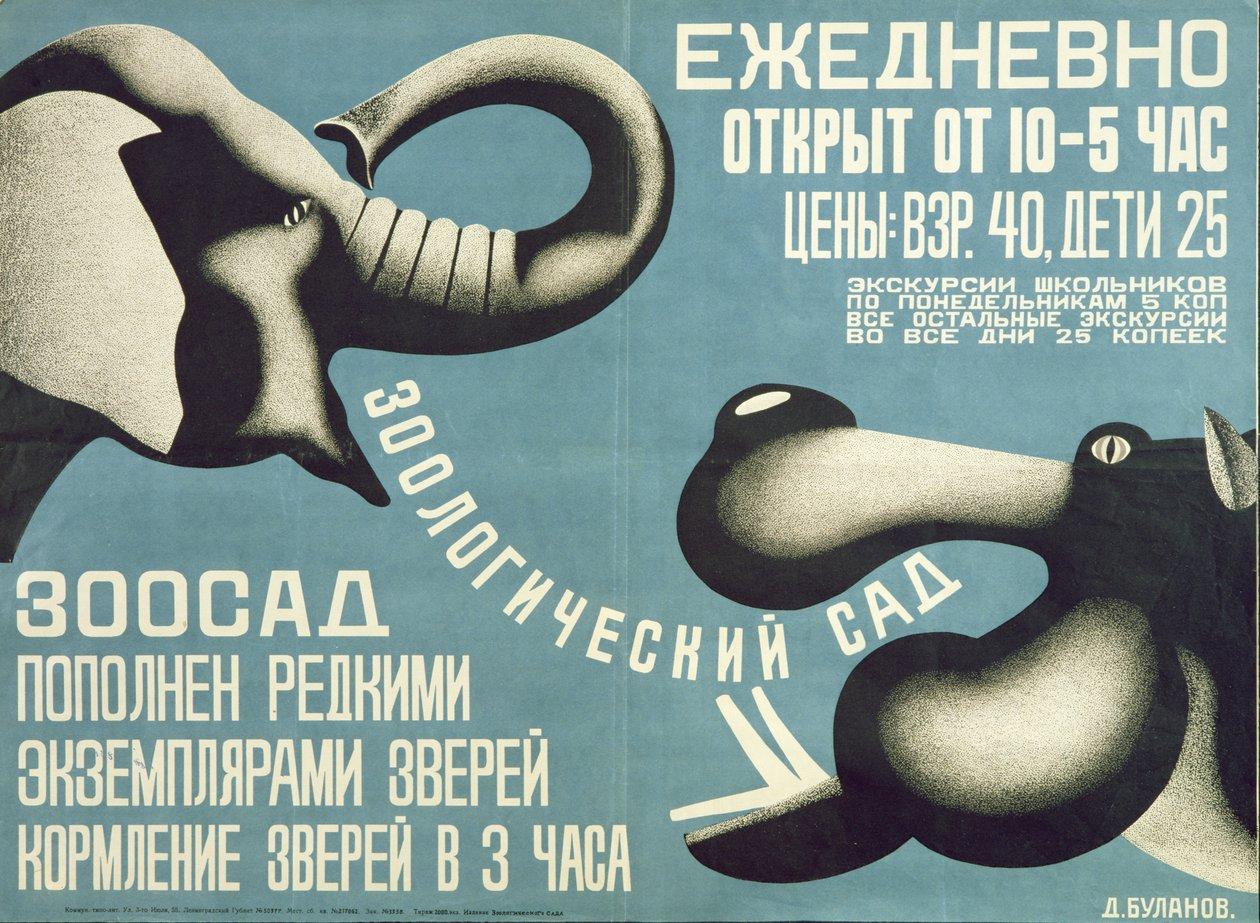
Plakat reklamowy leningradzkiego zoo, przedstawiający słonicę Betty i hipopotamicę Ślicznotkę. 1927r

W 1911 roku dyrektor zoo – Siemion Nowikow zakupił od właściciela cyrku, Franza Eigusa dwie słonice, liczącą 20 lat Betty i starszą o 10 lat Jolly. Betty, wraz ze sprowadzoną tego samego roku z Hamburga hipopotamicą, Ślicznotką stały się ulubienicami zwiedzających, trafiając na plakaty reklamujące zoo. Swą popularność Betty zawdzięczała licznym sztuczkom, których nauczył ją opiekun – Wasilij Buriak. Do repertuaru prezentowanych przez słonicę sztuczek należało zbieranie od zwiedzających pieniędzy, a po zebraniu odpowiedniej liczby monet wrzucanie ich do kieszeni Buriaka, który nagradzał Betty jedzeniem. Gdy Buriak został został wyrzucony z pracy, słonica przestała wykonywać trik, a nową opiekunkę zaatakowała. Dopiero przywrócenie Buriaka na stanowisko uspokoiło zwierzę, które ponownie zaczęło współpracować.
Słonica Betty zginęła podczas nalotu 8 września 1941 roku – w pierwszym dniu oblężenia Leningradu. Podczas nalotu jedna z trzech bomb spadła na budynek straży pożarnej w pobliżu schronienia dla słoni. Wybuch zabił jednego z pracowników zoo, ranił zwiedzających, a budynek straży zwalił się wprost na drewnianą szopę – schronienie Betty. Pracownicy bezskutecznie próbowali ratować zwierzę, które wkrótce umarło. Ciało Betty zostało pocięte na fragmenty i pochowane na terenie zoo.
Po wojnie Vadim Garutt, który działał w zoo w Kole Młodych Zoologów, wydobył kości zwierzęcia i niemal kompletny szkielet przekazał do Muzeum Zoologicznego w Petersburgu. Czaszka słonia, którą Garutt zabrał do domu została odsprzedana muzeum w 2010 roku za cenę 100 000 rubli.